# Kapuzinerinnen von der Ewigen Anbetung
Die Klarissen-Kapuzinerinnen von der Ewigen Anbetung, Ordenskürzel OSClCap oder OSCCap, sind ein römisch-katholischer Frauenorden und ein Zweig der Klarissen-Kapuzinerinnen, einem Zweig der Franziskanischen Orden. Sie gehören heute zum II. Orden der franziskanischen Familie. Die Nonnen leben in strenger Klausur, kontemplativ in vollkommenem Schweigen und persönlicher Armut.

## Geschichte

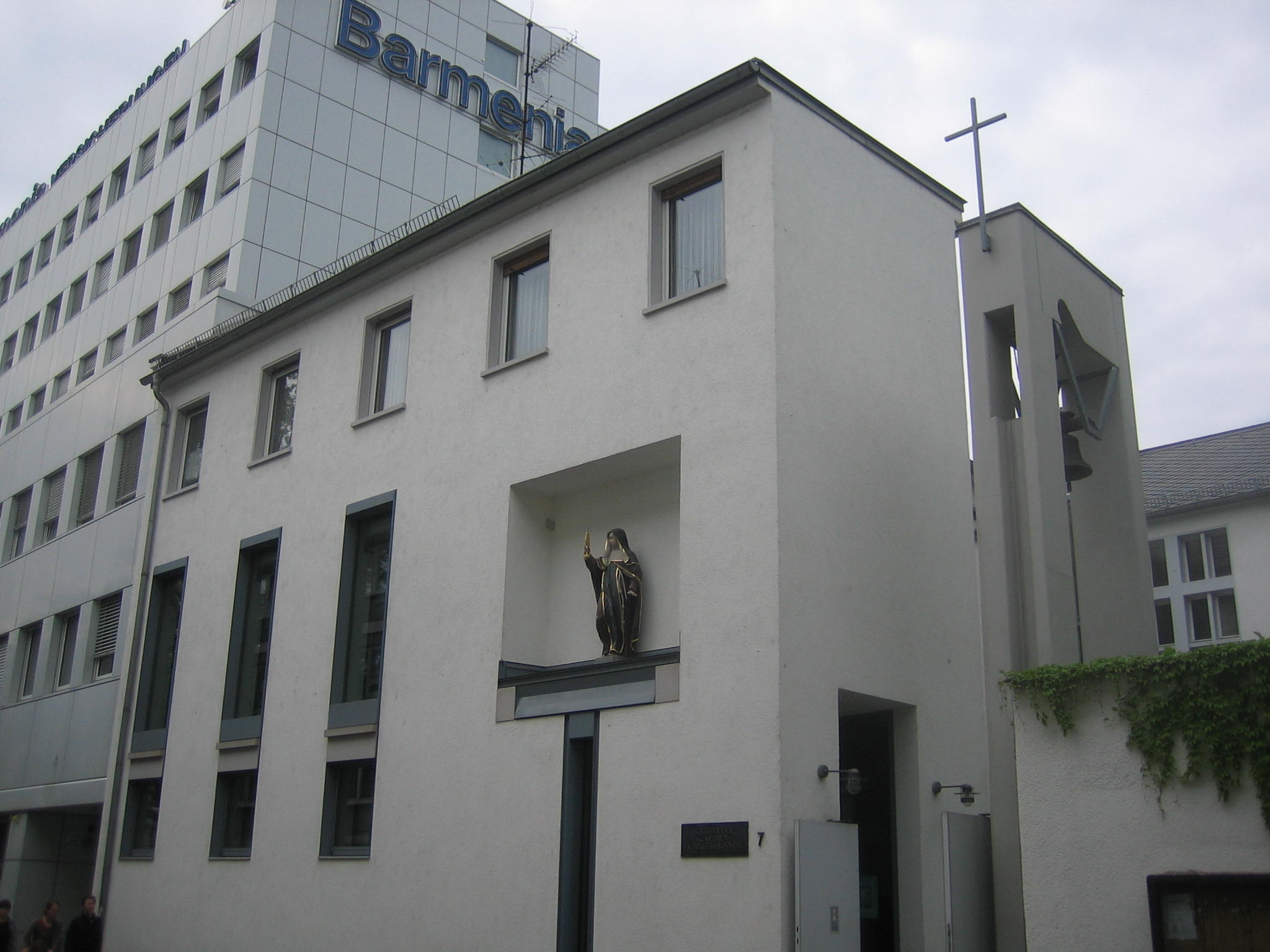
Kloster Maria Hilf in Mainz

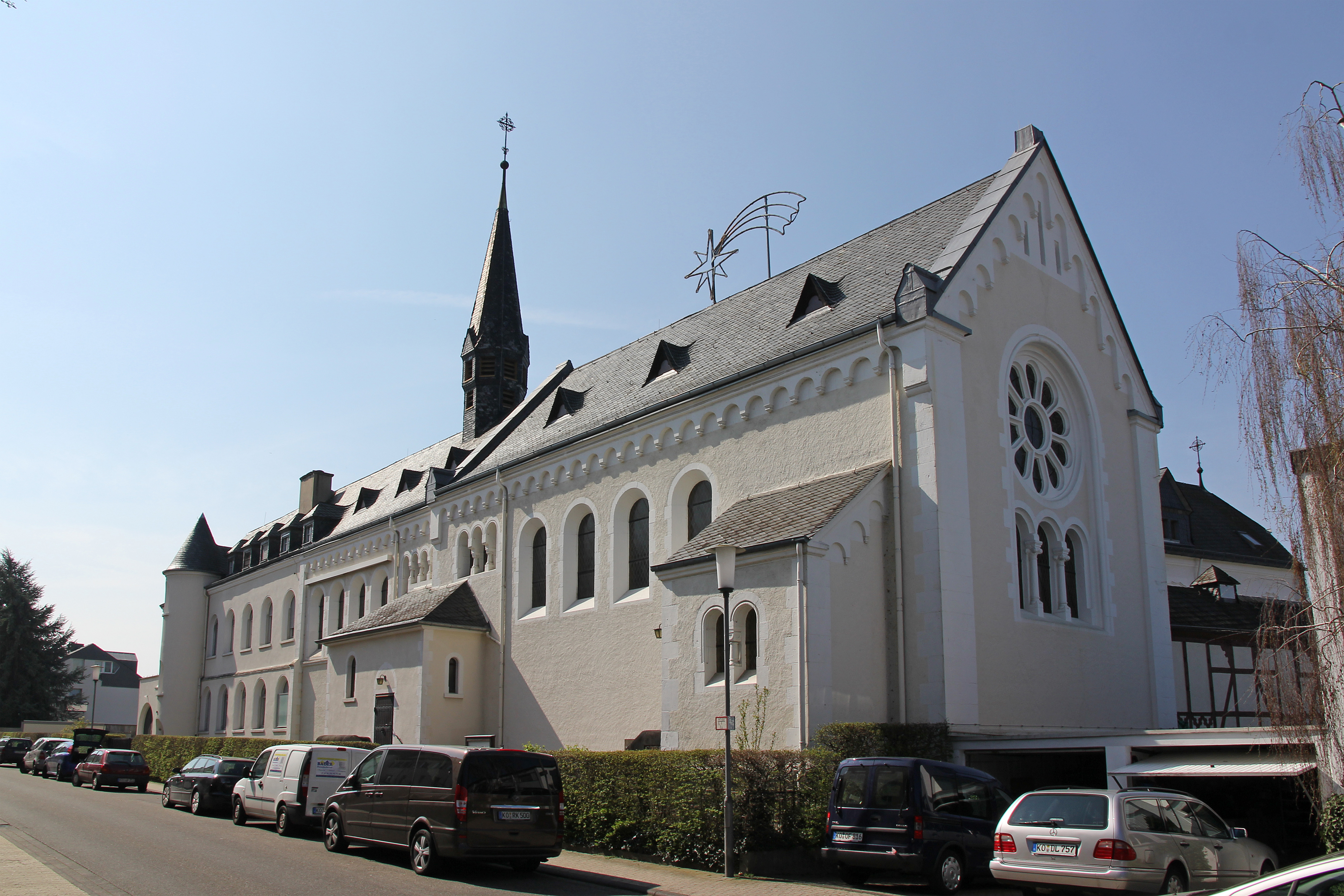
Kloster Bethlehem in Koblenz-Pfaffendorf

Bereits gegen Ende des 13. Jahrhunderts gab es im Zuge einer Klostergründungswelle erste Klarissen in Mainz. Das Reichklara-Kloster war 1781/1782 aufgehoben worden und gibt heute dem Naturhistorischen Museum Raum. Die aktive Phase des anderen Mainzer Klarissen-Klosters der Armen Klarissen („Armklara“) in der Antoniterkapelle (Mainz) endete mit der Säkularisation im Jahr 1802.
Im 16. Jahrhundert spaltete der Kapuzinerorden sich von den Franziskanern ab. In dieser Zeit gab es auch bei den Klarissen Reformbestrebungen. Maria Laurentia Longo gründete 1535 ein Reformkloster in Neapel, das sich um die Einhaltung der ursprünglichen Regel der heiligen Klara bemühte. Dieser Reformzweig breitete sich bis Mitte des 18. Jahrhunderts weltweit aus.
Der Ordenszweig der Klarissen-Kapuzinerinnen von der Ewigen Anbetung wurde 1860 von dem Kapuzinerpater Bonifatius Söngen gegründet. Die Nonnen leben nach der Regel der heiligen Klara von Assisi. Es gibt im deutschsprachigen Raum vier Klöster dieses Ordens.
1860 gründete der Mainzer Bischof Wilhelm Emmanuel von Ketteler das Mainzer Anbetungskloster „Maria Hilf“.
Das Kloster in Mainz wurde bei den Luftangriffen auf Mainz im Zweiten Weltkrieg am 27. Februar 1945 schwer getroffen und völlig zerstört. 41 Schwestern, die in den Keller geflohen waren, wurden verschüttet und erstickten.
1952 wurde der erste Gottesdienst im wieder aufgebauten Kloster gefeiert. 1996 wurde die neue Klosterkapelle „St. Klara“ eingeweiht.
Schon 1904 war mit Hilfe der Mainzer Schwestern in Koblenz-Pfaffendorf eine neue Niederlassung, das Kloster Bethlehem, gegründet worden. Von dort aus wurde 1930 in Melville (Südafrika) ein neues Anbetungskloster aufgebaut, das bald auch einheimische Schwestern aufnahm. Einige Klarissen-Kapuzinerinnen aus Südafrika übernahmen 1986 das Kloster der Kapuziner in Rosenheim.
Die Nonnen pflegen die tägliche Ewige Anbetung und sehen ihre Hauptaufgabe im stellvertretenden Gebet und im Angebot der geistlichen Begleitung. Sie beten das Stundengebet und laden dazu auch Gläubige ein. Ihren Lebensunterhalt verdienen sie durch Hostienbacken. Das Kloster in Koblenz-Pfaffendorf bestand 2007 aus 12 Schwestern und drei Novizinnen.
Langjährige Mainzer Oberin und Gründerin bzw. Oberin des Koblenzer Tochterklosters war Ignatia von Hertling (1838–1909), eine Cousine des Deutschen Reichskanzlers und Bayerischen Ministerpräsidenten Georg von Hertling.
Derzeitige Äbtissin des Mainzer Klosters Maria Hilf ist Mutter M. Franziska Katharina Spang OSCCap (2023).

## Klöster der Kapuzinerinnen von der Ewigen Anbetung
- Kloster Maria Hilf in Mainz Karte
- Kloster Bethlehem in Koblenz-Pfaffendorf
- Kloster St. Sebastian in Rosenheim
- Loretokloster Salzburg